# Raphael Winter

Radierung aus Zwölf verschiedene Thiere nach der Natur gezeichnet und radirt, 1813

Raphael Winter (auch Raphael Wintter und Rafael Winter; * 1784 in München; † 1853 oder 1852 ebenda),  war ein deutscher Maler, Radierer und Lithograf in München.

## Leben
Winters Vater, der Hof- und Jagdkupferstecher Joseph Georg, verstarb früh, soll Raphael aber noch ersten Kunstunterricht gegeben haben. Seine Mutter heiratete später den Grafiker Johann Michael Mettenleiter, der seinen Stiefsohn weiter unterrichtete. Raphael wurde 1809 an der von Mettenleiter geführten Lithographischen Anstalt des königlichen Staatsrates angestellt und verbrachte dort sein Berufsleben.
Winters jüngerer Bruder ist der Künstler Heinrich Eduard.

## Werke
Winter spezialisierte sich wie sein Vater auf Tier- und Jagddarstellungen. 1814 erschien zum Beispiel die Radiermappe Verschiedene Thiere nach Natur gezeichnet und radiert. Durch seine Anstellung an der lithographischen Anstalt konnte er jedoch seine eigene künstlerische Arbeit nur in der Freizeit verfolgen. Trotzdem war es ihm möglich, auch zweimal nach Italien zu reisen und dort Studien zu betreiben. So erschien 1831 eine radierte Folge mit in Italien entstandenen Tierstudien.
Er zählt zu den Gründungsmitgliedern des Münchner Kunstvereins.